# Princess of the Stars
Princess of the Stars var en passagerfærge fra det filippinske rederi Sulpicio Lines, som var på vej fra Manila til den sydlige ø Cebu, men som 21. juni 2008 under tyfonen Fengshen løb på grund og kæntrede i det Sibuyanske Hav ved øen Sibuyan i øgruppen Romblon. Med omkring 50 overlevende ud af over 850 ombordværende er det den næststørste civile skibskatastrofe efter Doña Paz-katastrofen 1987 i Filippinernes nyere historie.

## Færgen Lilac bygget 1984
Færgen blev bygget i 1983-1984 af Ishikawajima-Harima Heavy Industries skibsværftet i Japan til det japanske rederi Shin Nihonkai Ferry Co. 
Under navnet Lilac sejlede færgen i 20 år i rutefart mellem de japanske byer Maizuru og Sapporo.
I september 2004 solgtes færgen til rederiet Sulpicio Lines og ombyggedes til at kunne tage langt større last og mange flere passagerer, hvorefter den begyndte sejlads mellem Manila og Cebu City under navnet Princess of the Stars.

## Forliset
Kl. 11.30 var færgen i havsnød, så kaptajn Florencio Marimon udsendte varsel til de ombordværende om at tage redningsvest på. Et kvarter senere, da skibet gik på grund ved San Fernando på øen Sibuyan, beordrede han evakuering. Kun 10 minutter efter var skibet ved at kæntre. Kl. 12.30 (kl. 06.30 dansk sommertid) mistedes radiokontakten. Omkring kl. 18 vendte skibet bunden i vejret.
Den filippinske kystvagt måtte det første døgn indstille sin redningsaktion på grund af høje bølger.
De, som overlevede, var imidlertid selv svømmet i land.
En undersøgelseskommission konkluderede, at skibets ballasttanke ved sidste afgang var tomme for vand, og at lasten undervejs havde forrykket sig, så skibet fik slagside til bagbord. Ombord var en last af 10 tons pesticider, som først skulle tømmes inden søgning efter lig kunne fortsættes.

I 2010 begyndte ophugningen af skibet.

## Eksterne links
- 700 passagerer fanget på havet efter tyfon - Politiken 21. juni 2008.
- Færge med 747 kæntret i tyfon - Politiken 22. juni 2008.
- Filippinsk færge med 800 ombord sank - avisen.dk 22. juni 2008.
- 600 frygtes omkommet i filippinsk tyfon Arkiveret 4. marts 2016 hos  Wayback Machine - Kristeligt Dagblad 23. juni 2008.
- 600 frygtes omkommet i filippinsk tyfon - Jyllands-Posten 23. juni 2008.
- 600 frygtes omkommet i filippinsk tyfon - Ekstrabladet 23. juni 2008.
- 800 savnes efter færgeforlis - Maritime Danmark 23. juni 2008.
- Mange omkomne fundet i færge - DR 24. juni 2008.
- Dødstal i Fillippinerne på vej mod 1000 - Berlingske 27. juni 2008.
- Gift bremser bjærgningsarbejde - Berlingske 27. juni 2008.
- M/S Ferry Lilac Arkiveret 2. juli 2015 hos  Wayback Machine - faktaomfartyg.se
- Princess of the Stars - IMO 8323161 - shipspotting.com
- 2008 Ferry Princess of Stars - ferriesdisasters.blogspot.dk
- M/S Princess of the Stars (+2008) - wrecksite.eu

1. ↑  Rapid environmental assessment Arkiveret 4. marts 2016 hos  Wayback Machine - International miljørapport fra juli 2008.